# Windhoek-Ost
Windhoek-Ost ist ein Wahlkreis der Region Khomas und umfasst vor allem den östlichen Stadtteile von Windhoek, der Hauptstadt Namibias.
Der Wahlkreis hat 30.000 Einwohner (Stand 2023) auf einer Fläche von nur 218,5 Quadratkilometer.
Zum Wahlkreis Windhoek-Ost gehören unter anderem die Stadtteile Auasblick, Avis, Kleine Kuppe, Klein Windhoek, Ludwigsdorf, Olympia und Luxushügel.

## Wahlen
| Wahl | Name           | Partei | Stimmenanteil |
| ---- | -------------- | ------ | ------------- |
| 1992 |                |        |               |
| 1998 | Kenneth Howes  | DTA    | 65,9 %        |
| 2004 | Mwadina Sibiya | SWAPO  | 50,2 %        |
| 2010 | Joachim Kruger | RDP    | 51,8 %        |
| 2015 | Ruusa Namuhuja | SWAPO  | 48,4 %        |
| 2020 | Brian Black    | IPC    | 42,9 %        |